# Sköldlocke
Sköldlocke (Trogulus tricarinatus) är en spindeldjursart som först beskrevs av Carl von Linné 1767. Sköldlocke ingår i släktet Trogulus, och familjen sköldlockar inom ordningen lockespindlar. Den är en europeisk art som förekommer i Storbritannien (England och södra Wales; men främst i sydöstra England), Frankrike, Belgien, Nederländerna och Mellaneuropa österut till Polen och Bulgarien, samt i Danmark också på Bornholm, och i södra Sverige (Skåne). Den förekommer även som en introducerad art i Nordamerika, där den först dokumenterades från delstaten New York 1963 (senare också rapporterad från Massachusetts).
Enligt den svenska rödlistan är sköldlocke nära hotad i Sverige. Artens livsmiljö är lövskog och ädellövskog. I den norska rödlistan finns arten listad i kategorin kunskapsbrist. Det enda fyndet av sköldlocke i Norge är ett fynd från Arendal 1981. Utan bekräftande fynd är det är osäkert om det var en reliktförekomst, eller en introducerad förekomst.